# Hopea chinensis
Hopea chinensis es una especie de árbol de tamaño mediano (15-20 metros) de altura) en la familia Dipterocarpaceae. Se encuentra en China, (S y SW Guangxi, S y SE de Yunnan) y el norte de Vietnam.
H. chinensis es una especie en peligro de extinción amenazada por la explotación de su madera durable. En China se encuentra bajo la protección nacional de primera clase.

## Propiedades
H. chinensis produce hopeachinols C y D.

## Taxonomía
Hopea chinensis fue descrito por (Merr.) Hand.-Mazz. y publicado en Sinensia 2(10): 131. 1932.
Etimología
Hopea: nombre genérico que fue nombrado en honor de John Hope, 1725-1786, primer administrador de la  Real Jardín Botánico de Edimburgo.
chinensis: epíteto geográfico que alude a su localización en China.
Sinonimia
- Hopea austroyunnanica Y.K. Yang & J.K. Wu
- Hopea boreovietnamica Y.K. Yang & J.K. Wu
- Hopea daweishanica Y.K. Yang & J.K. Wu
- Hopea guangxiensis Y.K. Yang & J.K. Wu
- Hopea hongayensis Tardieu
- Hopea jianshu Y.K.Yang S.Z.Yang & D.M.Wang
- Hopea mollissima C.Y.Wu
- Hopea pingbianica Y.K. Yang & J.K. Wu
- Hopea yunnanensis Y.K. Yang & J.K. Wu
- Shorea chinensis Merr.[6]